# Meurtre à Alcatraz
Pour plus de détails, voir Fiche technique et Distribution.
Meurtre à Alcatraz (Murder in the First), ou au Québec Meurtre avec préméditation, est un film franco-américain réalisé par Marc Rocco, sorti en 1995.

## Synopsis
Henri Young (Kevin Bacon), âgé de 17 ans, est arrêté pour avoir volé cinq dollars dans une épicerie, afin de nourrir sa sœur qu'il avait à charge depuis la mort de leurs parents. Comme cette épicerie est également un bureau du United States Postal Service, son crime est d'ordre fédéral. Young est alors emprisonné au pénitencier fédéral d'Alcatraz.
Après quelques années, Henri tente de s'échapper, mais la tentative se solde par un échec. Il est alors placé en isolement pendant trois ans (la durée légale maximum étant de 19 jours), avec pour seule sortie, une balade d'une demi-heure le jour de Noël. En plus de ce mauvais traitement moral, il est maltraité physiquement. Finalement replacé en régime général avec les autres prisonniers, il est pris d'une crise de folie déclenchée par le murmure d'un codétenu et assassine à l'aide d'une cuillère le prisonnier qui avait dénoncé sa tentative d'évasion. Il est alors jugé et défendu par un jeune avocat, déterminé à faire éclater la vérité et à démontrer qu'Henri Young ne fut que l'arme d'un crime perpétré en réalité par les tortionnaires qui l'ont rendu fou et donc par l'administration pénitentiaire.

## Fiche technique
- Titre français : Meurtre à Alcatraz
- Titre original : Murder in the First
- Titre québécois : Meurtre avec préméditation
- Réalisation : Marc Rocco
- Scénario : Dan Gordon
- Photographie : Fred Murphy
- Montage : Russell Livingstone
- Musique : Christopher Young
- Décors : Kirk M. Petruccelli
- Producteurs : Marc Frydman, Mark Wolper, Deborah Lee, Philip McKeon (en), Marc Rocco et David L. Wolper (en)
- Sociétés de production : Studiocanalet The Wolper Organization
- Société de distribution : Agence Méditerranéenne de Location de Films (France), Warner Bros. (États-Unis)
- Pays d'origine :  États-Unis,  France
- Langue originale : anglais
- Format : couleur / noir et blanc - 1,85:1 - Dolby Digital, Dolby SR - 35 mm
- Genre : drame, thriller
- Durée : 122 minutes (2h02)
- Dates de sortie[1] :
  - États-Unis : 20 janvier 1995
- France : 13 septembre 1995
- Sortie DVD : 5 juillet 2004
- Film interdit aux moins de 12 ans (lors de sa sortie en France)

## Distribution
- Christian Slater (VF : Bernard Gabay ; VQ : Gilbert Lachance) : James Stamphill
- Kevin Bacon (VF : Emmanuel Curtil ; VQ : Manuel Tadros) : Henri Young
- Gary Oldman (VF : Dominique Collignon-Maurin ; VQ : Mario Desmarais) : Milton Glenn
- Embeth Davidtz (VF : Odile Cohen ; VQ : Nathalie Coupal) : Mary McCasslin
- William H. Macy (VF : Jean-Luc Kayser ; VQ : Benoît Rousseau) : District Attorney William McNeil
- Stephen Tobolowsky (VQ : Robert Toupin) : M. Henkin
- Brad Dourif (VF : Jean-Philippe Puymartin ; VQ : Daniel Picard) : Byron Stamphill
- R. Lee Ermey (VF : Raymond Gérôme ; VQ : Luc Durand) : le juge Clawson
- Mia Kirshner : Rosetta Young adulte
- Ben Slack : Jerry Hoolihan
- Stefan Gierasch (VQ : Jacques Kanto) : Warden James Humson
- Kyra Sedgwick (VF : Marie Vincent ; VQ : Élise Bertrand) : Blanche Hooker
- Alex Bookston : le médecin de la prison
- Richie Allan : Jury Foreman
- Herb Ritts : Mike Kelly
- David Michael Sterling : Rufus McCain
- Michael Melvin : Arthur "Doc" Barker
- Neil Summers : témoin procès et gardien d'Alcatraz

Références VF et VQ : AlloDoublage Québec

## Autour du film
- La chanson Tuxedo Junction est interprétée par The Andrews Sisters.
- Le groupe IAM a samplé le thème Murder in the First de Christopher Young pour leur titre Nés sous la même étoile sur l'album L'École du micro d'argent[4].
- Kyra Sedgwick, qui incarne Blanche, une prostituée, n'est autre que l'épouse de Kevin Bacon.

## Distinctions

### Récompenses
- Critics' Choice Movie Awards 1996 ou Broadcast Film Critics Association Awards
  - Meilleur acteur pour Kevin Bacon

### Nominations
- Festival du cinéma américain de Deauville 1995
  - Panorama Marc Rocco
- Screen Actors Guild Awards 1996
  - Meilleur acteur dans un second rôle Kevin Bacon